# نهر ويبر
نهر ويبر (بالإنجليزية: Weber River)‏ هو نهر في شمال يوتاه في الولايات المتحدة، يبلغ طوله 201 كم. يبدأ في الشمال الغربي من جبال أوينتا ويصب في البحيرة المالحة الكبرى.